# Comuna de Żyraków
Żyraków (polaco: Gmina Żyraków) é uma gminy (comuna) na Polónia, na voivodia de Subcarpácia e no condado de Dębicki. A sede do condado é a cidade de Żyraków.
De acordo com os censos de 2004, a comuna tem 13 214 habitantes, com uma densidade 119,8 hab/km².

## Área
Estende-se por uma área de 110,29 km², incluindo:
- área agricola: 82%
- área florestal: 9%

## Demografia
Dados de 30 de Junho 2004:
|                      | Total   | Total | Mulheres | Mulheres | Homens  | Homens |
| -------------------- | ------- | ----- | -------- | -------- | ------- | ------ |
|                      | pessoas | %     | pessoas  | %        | pessoas | %      |
| População            | 13 214  | 100   | 6619     | 50,1     | 6595    | 49,9   |
| Densidade (pop./km²) | 119,8   | 100   | 60       | 60       | 59,8    | 59,8   |

De acordo com dados de 2002, o rendimento médio per capita ascendia a 1176,18 zł.

## Subdivisões
- Bobrowa, Bobrowa Wola, Góra Motyczna, Korzeniów, Mokre, Nagoszyn, Straszęcin, Wiewiórka, Wola Wielka, Wola Żyrakowska, Zasów, Zawierzbie, Żyraków.

## Comunas vizinhas
- Czarna, Dębica, Dębica, Przecław, Radomyśl Wielki